# Gorla Minore
Gorla Minore är en ort och kommun i provinsen Varese i regionen Lombardiet i Italien. Kommunen hade 8 364 invånare (2018).